# (6532) Scarfe
(6532) Scarfe es un asteroide que forma parte del Cinturón de asteroides, descubierto el 4 de enero de 1995 por David D. Balam desde el Observatorio Climenhaga, Victoria, Canadá.

## Designación y nombre
Designado provisionalmente como 1995 AC. Fue Nombrado en honor a Colin D. Scarfe (n. 1940), profesor de astronomía en la Universidad de Victoria desde 1965. Presidente de la Comisión 30 (Velocidades radiales) y de la División IX (Técnicas ópticas) de la IAU desde 1994, Scarfe es una autoridad en estrellas binarias espectroscópicas y eclipsantes y ha realizado contribuciones fundamentales al dificilísimo problema de interpretar las curvas de velocidad radial de sistemas triples, así como a la determinación de las órbitas de sistemas que son simultáneamente espectroscópicos y estrellas binarias eclipsantes o estrellas binarias espectroscópicas y visuales. Esto ha llevado a la determinación de masas estelares con una precisión sin precedentes.

## Características orbitales
(6532) Scarfe está situado a una distancia media del Sol de 3,169 ua, pudiendo alejarse hasta 3,512 ua y acercarse hasta 2,826 ua. Su excentricidad es 0,108 y la inclinación orbital 5,079 grados. Emplea 2060,68 días en completar una órbita alrededor del Sol.
Los próximos acercamientos a la órbita de Júpiter ocurrirán el 13 de mayo de 2075, el 21 de marzo de 2086 y el 23 de enero de 2097.

## Características físicas
La magnitud absoluta de (6532) Scarfe es 12,65. Tiene 11,971 km de diámetro y su albedo se estima en 0,258.